# Springfield (vêtements)
Pour les articles homonymes, voir Springfield.
Springfield aussi connue sous le nom abrégé SPF, est une chaîne de magasins créée en 1988 et appartenant au groupe espagnol TENDAM.

## Histoire et image
L'enseigne Springfield est créée en 1988 par le groupe espagnol Cortefiel.
Actuellement on compte 187 magasins SPF en Espagne, contre 270 de son principal concurrent Zara. 
Même si son pays d'origine est l'Espagne, il existe 356 magasins dans 23 pays, dont 7 en France (ainsi que de nombreux corners dans des galeries Lafayette )et 23 en Belgique,. Springfield est également présent à travers des franchises. 